# Gorenja Kanomlja
Gorenja Kanomlja este o localitate din comuna Idrija, Slovenia, cu o populație de 143 de locuitori.